# Championnats d'Allemagne de tennis de table
Les Championnats nationaux allemands de tennis de table (TT-DM) ont lieu chaque année. Les Allemands inscrits par les associations régionales sont éligibles pour jouer. Peuvent également être inscrits les étrangers membres d'un club allemand depuis au moins trois ans.

## Histoire
Les premières approches d'un championnat allemand existaient déjà en 1907, lorsque le Berliner Sportklub 1905 (anciennement Ping-Pong-Club 1905) organisa un tournoi au casino Nollendorf de Berlin avec des compétitions en simple hommes et femmes. On l'appelait "américain" pour éviter des problèmes de brevet avec le nom Ping-Pong. Une autre approche des championnats allemands eut lieu en 1925, alors sous le nom de "Bundesspiele". Ces jeux fédéraux ont eu lieu régulièrement à partir de 1930/31, et depuis 1932 sous le nom officiel de "Championnats nationaux allemands". En raison de la guerre, les années 1945 et 1946 furent suspendues. De 1949 à 1990, la RDA a organisé ses propres championnats. Cependant, les joueurs de la RDA ont pu participer aux championnats « entièrement allemands » jusqu'en 1954 inclus. Jusque-là, le quota de participants suivant s'appliquait en fonction du nombre de participants actifs :
- Deux tiers d'Allemagne de l'Ouest (DTTB)
- Un tiers de la RDA (section tennis de table)
- Si la Sarre y participait, elle pourrait désigner quatre hommes et deux femmes.

Fin 1954, la RDA exigeait un quota 50/50 car elle était un État souverain. Lorsque cette proposition fut rejetée par le comité de travail allemand du tennis de table, la RDA ne participa plus aux championnats panallemands.
Depuis 1981, il existe une coupe challenge pour les vainqueurs individuels, offerte par Eberhard Schöler pour les hommes et Agnes Simon pour les femmes.

## Modalités

### Jusqu'en 1992
Jusqu'en 1992, les compétitions en simple et en double se déroulaient selon le système à élimination directe.

### À partir de 1994
En 1994, les participants ont été triés selon le classement et divisés en trois catégories : la catégorie I comprenait les 16 meilleurs joueurs, la catégorie II comprenait les rangs 17 à 32 et la catégorie III comprenait les rangs 33 à 64. Au premier tour, seuls les joueurs de catégorie III se sont affrontés. Les 16 vainqueurs se sont qualifiés pour le tour 2, auquel ont participé les joueurs de la catégorie II. Les joueurs de catégorie I ont débuté le tour 3 aux côtés des vainqueurs du tour 2.
L'objectif de l'introduction des catégories était d'éviter le nombre de parties à sens unique entre des adversaires de niveaux de compétence très différents et également de permettre aux joueurs les plus faibles de jouer plus de parties. Ce système a déjà été testé lors des championnats d'Allemagne de l'Ouest.

### À partir de 2007
Depuis les Championnats d'Allemagne de 2007, les tours préliminaires individuels se déroulent dans un premier temps en groupes de quatre selon le mode « tout le monde contre tout le monde ». Trois sets gagnants ont été joués. Les deux premiers se sont qualifiés pour le tour principal, pour lequel les seize meilleurs joueurs des deux sexes sont déjà qualifiés. Le concours mixte a été annulé.

### À partir de 2019
Le mixte a été réintroduit.

### À partir de 2020
Le champ des participants est réduit. Au lieu des 48 femmes et hommes précédents, il n'y a plus que 32 femmes et hommes au départ. De plus, la durée du tournoi sera réduite de trois à deux jours.
Un nouveau concept sera introduit en 2024. En plus des championnats professionnels « normaux », les championnats jeunes U15 et U19 ainsi que les classes de performance A, B et C se déroulent en même temps.

## Palmarès des championnats individuels allemands
Le plus grand nombre de titres individuels jusqu'à présent (2019) ont été remportés par Timo Boll (13) chez les hommes, devant Eberhard Schöler (9) et Conny Freundorfer (9) et chez les femmes par Nicole Struse  (9) devant Hilde Bussmann (7) et Gertrude Pritzi (7). Au total, toutes disciplines confondues, le plus grand nombre de médailles a été remporté par Wilfried Lieck, soit 23 entre 1965 et 1987. Chez les femmes, Kristin Lang détient le record avec 26 médailles.
| Année | Lieu                    | Simple messieurs      | Simple dames        | Double messieurs                     | Double dames                          | Double mixte                       |
| ----- | ----------------------- | --------------------- | ------------------- | ------------------------------------ | ------------------------------------- | ---------------------------------- |
| 1925  |                         |                       |                     |                                      |                                       |                                    |
| 1931  | Magdeburg               | Nikita Madjaroglou    | Astrid Krebsbach    | Nikita Madjaroglou/Heinz Nickelsburg | Berg/Markmann                         | Cassius Weynand/Astrid Krebsbach   |
| 1932  | Dresden                 | Nikita Madjaroglou    | Astrid Krebsbach    | Non décerné                          | Non décerné                           | Non décerné                        |
| 1933  | Hamburg                 | Paul Benthien         | Astrid Krebsbach    | Non décerné                          | Non décerné                           | Non décerné                        |
| 1934  | Braunschweig            | Erich Deisler         | Astrid Krebsbach    | Non décerné                          | Non décerné                           | Non décerné                        |
| 1935  | Stettin                 | Georg Kutz            | Astrid Krebsbach    | Non décerné                          | Non décerné                           | Non décerné                        |
| 1936  | Gelsenkirchen           | Dieter Mauritz        | Hilde Bussmann      | Non décerné                          | Non décerné                           | Non décerné                        |
| 1937  | Hohenneuendorf (Berlin) | Dieter Mauritz        | Hilde Bussmann      | Non décerné                          | Non décerné                           | Non décerné                        |
| 1938  | Breslau                 | Karl Sediwy           | Trude Pritzi        | Non décerné                          | Non décerné                           | Non décerné                        |
| 1939  | Frankfurt/Main          | Otto Eckl             | Trude Pritzi        | Non décerné                          | Non décerné                           | Non décerné                        |
| 1940  | Baden (Wien)            | Rudolf Diwald         | Trude Pritzi        | Erwin Kaspar/Otto Eckl               | Otti Graszl/Trude Pritzi              | Otto Eckl/Trude Pritzi             |
| 1941  | Dresden                 | Heinz Raack           | Trude Pritzi        | Erwin Kaspar/Herbert Wunsch          | Otti Graszl/Trude Pritzi              | Herbert Wunsch/Trude Pritzi        |
| 1942  | Dresden                 | Herbert Wunsch        | Trude Pritzi        | Heinrich Bednar/Herbert Wunsch       | Otti Graszl/Trude Pritzi              | Heinrich Bednar/Otti Graszl        |
| 1943  | Breslau                 | Herbert Wunsch        | Trude Pritzi        | Heinrich Bednar/Herbert Wunsch       | Uschi Janke/Erika Richter             | Herbert Wunsch/Trude Pritzi        |
| 1944  | Breslau                 | Heinz Benthien        | Trude Pritzi        | Hausner/Heinz Raack                  | Uschi Janke/Erika Richter             | Herbert Wunsch/Trude Pritzi        |
| 1947  | Heppenheim              | Dieter Mauritz        | Hilde Bussmann      | Helmuth Hoffmann/Karlheinz Simon     | Hilde Bussmann/Karin Lindberg         | Bernie Vossebein/Ilse Lohmann      |
| 1948  | Göttingen               | Heinz Raack           | Hilde Bussmann      | Helmut Deutschland/Heinz Raack       | Erika Richter/Isolde Thormeyer        | Helmuth Hoffmann/Berti Capellmann  |
| 1949  | Lübeck                  | Dieter Mauritz        | Hilde Bussmann      | Helmuth Hoffmann/Bernie Vossebein    | Berti Capellmann/Astrid Krebsbach     | Helmuth Hoffmann/Berti Capellmann  |
| 1950  | Rheydt                  | Heinz Raack           | Hilde Bussmann      | Günter Felske/Heinz Raack            | Uschi von Puttkamer/Erika Richter     | Bernie Vossebein/Ilse Lohmann      |
| 1951  | Berlin                  | Walter Than           | Hilde Bussmann      | Karl-Heinz Harmansa/Bernie Vossebein | Hilde Bussmann/Berti Capellmann       | Bernie Vossebein/Berti Capellmann  |
| 1952  | Ost-Berlin              | Heinz Schneider       | Ilse Donath         | Rudi Piffl/Heinz Schneider           | Berti Capellmann/Erika Weskott        | Heinz Schneider/Astrid Horn        |
| 1953  | Herford                 | Conny Freundorfer     | Berti Capellmann    | Karl-Heinz Harmansa/Bernie Vossebein | Hannelore Hanft/Grete Herber          | Helmuth Hoffmann/Berti Capellmann  |
| 1954  | Ost-Berlin              | Conny Freundorfer     | Ursula Paulsen      | Leopold Holusek/Josef Seiz           | Hanne Imlau/Edith Schmidt             | Bernie Vossebein/Hilde Kraska      |
| 1955  | Osnabrück               | Conny Freundorfer     | Hanne Schlaf        | Leopold Holusek/Josef Seiz           | Hilde Kazmierczak/Hilde Kraska        | Hans Rockmeier/Ursula Paulsen      |
| 1956  | Dortmund                | Conny Freundorfer     | Hanne Schlaf        | Conny Freundorfer/Hans Rockmeier     | Uschi Fiedler/Hanne Schlaf            | Conny Freundorfer/Hanne Schlaf     |
| 1957  | Berlin                  | Conny Freundorfer     | Erna Brell          | Conny Freundorfer/Leopold Holusek    | Uschi Fiedler/Hanne Schlaf            | Josef Wenninghoff/Ursula Paulsen   |
| 1958  | Neumünster              | Conny Freundorfer     | Uschi Fiedler       | Hans Wilhelm Gäb/Horst Langer        | Uschi Fiedler/Hanne Schlaf            | Hans-Werner Schippers/Hilde Gröber |
| 1959  | Donaueschingen          | Conny Freundorfer     | Hanne Schlaf        | Ernst Gomolla/Herbert Gomolla        | Jutta Kruse/Inge Müser                | Wolf Berger/Hanne Schlaf           |
| 1960  | Essen                   | Conny Freundorfer     | Inge Müser          | Hans Wilhelm Gäb/Horst Langer        | Jutta Kruse/Inge Müser                | Dieter Michalek/Hanne Schlaf       |
| 1961  | Wolfsburg               | Conny Freundorfer     | Inge Müser          | Martin Ness/Josef Seiz               | Jutta Kruse/Inge Müser                | Hans Wilhelm Gäb/Jutta Teller      |
| 1962  | Freiburg                | Eberhard Schöler      | Uschi Matthias      | Erich Arndt/Dieter Michalek          | Edit Buchholz/Heide Dauphin           | Hans Wilhelm Gäb/Jutta Teller      |
| 1963  | Lübeck                  | Eberhard Schöler      | Rosemarie Gomolla   | Erich Arndt/Dieter Michalek          | Edit Buchholz/Heide Dauphin           | Heinz Harst/Inge Harst             |
| 1964  | Siegen                  | Eberhard Schöler      | Ingrid Kriegelstein | Dieter Forster/Eberhard Schöler      | Edit Buchholz/Heide Dauphin           | Heinz Harst/Inge Harst             |
| 1965  | Wiesloch                | Eberhard Schöler      | Edit Buchholz       | Ernst Gomolla/Herbert Gomolla        | Edith Lersow/Jutta Krüger             | Ernst Gomolla/Edit Buchholz        |
| 1966  | Osnabrück               | Eberhard Schöler      | Rosemarie Seidel    | Wilfried Lieck/Jürgen Reuland        | Edit Buchholz/Ingrid Kriegelstein     | Ernst Gomolla/Edit Buchholz        |
| 1967  | Berlin                  | Eberhard Schöler      | Agnes Simon         | Martin Ness/Peter Stähle             | Edit Buchholz/Agnes Simon             | Eberhard Schöler/Diane Schöler     |
| 1968  | Böblingen               | Eberhard Schöler      | Edit Buchholz       | Bernt Jansen/Hans Micheiloff         | Edit Buchholz/Agnes Simon             | Eberhard Schöler/Agnes Simon       |
| 1969  | Hagen                   | Eberhard Schöler      | Agnes Simon         | Bernt Jansen/Hans Micheiloff         | Edit Buchholz/Agnes Simon             | Wilfried Lieck/Christel Kaib       |
| 1970  | Frankfurt am Main       | Wilfried Lieck        | Diane Schöler       | Wilfried Lieck/Martin Ness           | Wiebke Hendriksen/Diane Schöler       | Wilfried Lieck/Christel Kaib       |
| 1971  | Hannover                | Eberhard Schöler      | Marta Hejma         | Rolf Jäger/Jochen Leiß               | Diane Schöler/Agnes Simon             | Karl-Heinz Scholl/Marta Hejma      |
| 1972  | Karlsruhe               | Wilfried Lieck        | Diane Schöler       | Wilfried Lieck/Martin Ness           | Diane Schöler/Agnes Simon             | Klaus Schmittinger/Agnes Simon     |
| 1973  | München                 | Wilfried Lieck        | Wiebke Hendriksen   | Wilfried Lieck/Martin Ness           | Rose Diebold/Ursula Hirschmüller      | Eberhard Schöler/Diane Schöler     |
| 1974  | Saarbrücken             | Jochen Leiß           | Wiebke Hendriksen   | Jochen Leiß/Klaus Schmittinger       | Wiebke Hendriksen/Agnes Simon         | Jochen Leiß/Monika Kneip           |
| 1975  | Hannover                | Wilfried Lieck        | Edit Wetzel         | Jochen Leiß/Klaus Schmittinger       | Rose Diebold/Ursula Hirschmüller      | Wilfried Lieck/Wiebke Hendriksen   |
| 1976  | Essen                   | Wilfried Lieck        | Agnes Simon         | Jochen Leiß/Klaus Schmittinger       | Rose Diebold/Ursula Hirschmüller      | Wilfried Lieck/Wiebke Hendriksen   |
| 1977  | Berlin                  | Peter Stellwag        | Ursula Hirschmüller | Bernt Jansen/Wilfried Lieck          | Kirsten Krüger/Roswitha Schmitz       | Jochen Leiß/Monika Kneip-Stumpe    |
| 1978  | Lübeck                  | Engelbert Hüging      | Wiebke Hendriksen   | Peter Engel/Jochen Leiß              | Wiebke Hendriksen/Monika Kneip-Stumpe | Wilfried Lieck/Wiebke Hendriksen   |
| 1979  | Rüsselsheim             | Peter Stellwag        | Ursula Hirschmüller | Jochen Leiß/Peter Stellwag           | Ursula Hirschmüller/Kirsten Krüger    | Ralf Wosik/Ursula Hirschmüller     |
| 1980  | Hamburg                 | Peter Stellwag        | Ursula Kamizuru     | Hans-Joachim Nolten/Ralf Wosik       | Ursula Kamizuru/Kirsten Krüger        | Ralf Wosik/Ursula Kamizuru         |
| 1981  | Böblingen               | Peter Stellwag        | Ursula Kamizuru     | Heiner Lammers/Peter Stellwag        | Ursula Kamizuru/Kirsten Krüger        | Ralf Wosik/Ursula Kamizuru         |
| 1982  | Hannover                | Georg Böhm            | Ursula Kamizuru     | Wilfried Lieck/Manfred Nieswand      | Ursula Kamizuru/Kirsten Krüger        | Jürgen Rebel/Susanne Wenzel        |
| 1983  | Münster                 | Georg Böhm            | Susanne Wenzel      | Michael Krumtünger/Reinhard Sefried  | Anke Olschewski/Susanne Wenzel        | Manfred Nieswand/Birgit Lehr       |
| 1984  | Hannover                | Peter Engel           | Susanne Wenzel      | Georg Böhm/Josef Böhm                | Anke Olschewski/Susanne Wenzel        | Cornel Borsos/Andrea Mann          |
| 1985  | Saarbrücken             | Georg Böhm            | Susanne Wenzel      | Cornel Borsos/Ralf Wosik             | Anke Olschewski/Susanne Wenzel        | Jürgen Rebel/Susanne Wenzel        |
| 1986  | Stadtallendorf          | Georg Böhm            | Olga Nemes          | Cornel Borsos/Ralf Wosik             | Olga Nemes/Judith Stumper             | Josef Böhm/Olga Nemes              |
| 1987  | Berlin                  | Georg Böhm            | Nicole Struse       | Carsten Matthias/Bernd Sonntag       | Susanne Wenzel/Anke Schreiber         | Steffen Fetzner/Katja Nolten       |
| 1988  | Duisburg                | Jörg Roßkopf          | Olga Nemes          | Jörg Roßkopf/Steffen Fetzner         | Susanne Wenzel/Anke Schreiber         | Matthias Höring/Ilka Böhning       |
| 1989  | Böblingen               | Jörg Roßkopf (2)      | Nicole Struse       | Jörg Roßkopf/Steffen Fetzner         | Olga Nemes/Nicole Struse              | Jörg Roßkopf/Anke Schreiber        |
| 1990  | Marburg                 | Jörg Roßkopf (3)      | Nicole Struse       | Jörg Roßkopf/Steffen Fetzner         | Jin-Sook Cords/Cornelia Faltermaier   | Georg Böhm/Jin-Sook Cords          |
| 1991  | Bayreuth                | Jörg Roßkopf (4)      | Nicole Struse       | Jörg Roßkopf/Steffen Fetzner         | Jin-Sook Cords/Cornelia Faltermaier   | Andreas Fejer-Konnerth/Olga Nemes  |
| 1992  | Rostock                 | Jörg Roßkopf (5)      | Christiane Praedel  | Peter Franz/Torben Wosik             | Ilka Böhning/Nicole Struse            | Andreas Fejer-Konnerth/Olga Nemes  |
| 1993  | Münster                 | Jörg Roßkopf (6)      | Jie Schöpp          | Jörg Roßkopf/Steffen Fetzner         | Christina Fischer/Christiane Praedel  | Andreas Fejer-Konnerth/Olga Nemes  |
| 1994  | Bensheim                | Vladislav Broda       | Jie Schöpp          | Christian Dreher/Sascha Köstner      | Jin-Sook Cords/Cornelia Faltermaier   | Richard Prause/Nicole Struse       |
| 1995  | Böblingen               | Georg Böhm            | Olga Nemes          | Peter Franz/Torben Wosik             | Kinga Lohr/Olga Nemes                 | Richard Prause/Nicole Struse       |
| 1996  | Bielefeld               | Jörg Roßkopf (7)      | Nicole Struse       | Jörg Roßkopf/Steffen Fetzner         | Ilka Böhning/Nicole Struse            | Torben Wosik/Elke Schall           |
| 1997  | Berlin                  | Jörg Roßkopf (8)      | Jing Tian-Zörner    | Peter Franz/Jörg Roßkopf             | Ilka Böhning/Nicole Struse            | Andreas Fejer-Konnerth/Olga Nemes  |
| 1998  | Saarbrücken             | Timo Boll             | Jing Tian-Zörner    | Miroslav Broda/Vladislav Broda       | Elke Schall/Tanja Hofmann             | Torben Wosik/Elke Schall           |
| 1999  | Augsburg                | Torben Wosik          | Olga Nemes          | Timo Boll/Lars Hielscher             | Olga Nemes/Christina Fischer          | Torben Wosik/Elke Schall           |
| 2000  | Magdeburg               | Zoltan Fejer-Konnerth | Qianhong Gotsch     | Peter Franz/Torben Wosik             | Elke Schall/Nicole Struse             | Torben Wosik/Elke Schall           |
| 2001  | Böblingen               | Timo Boll (2)         | Christina Fischer   | Peter Franz/Torben Wosik             | Irene Ivancan/Katrin Meyerhöfer       | Torben Wosik/Elke Schall           |
| 2002  | Koblenz                 | Timo Boll (3)         | Nicole Struse       | Torben Wosik/Lars Hielscher          | Tanja Hain-Hofmann/Laura Stumper      | Torben Wosik/Elke Wosik            |
| 2003  | Bielefeld               | Timo Boll (4)         | Olga Nemes          | Nico Christ/Bastian Steger           | Alexandra Scheld/Nadine Bollmeier     | Bastian Steger/Alexandra Scheld    |
| 2004  | Cottbus                 | Timo Boll (5)         | Nicole Struse       | David Daus/Christian Süß             | Jie Schöpp/Irene Ivancan              | Nico Christ/Christina Fischer      |
| 2005  | Stadtallendorf          | Timo Boll (6)         | Nicole Struse       | Timo Boll/Christian Süß              | Alexandra Scheld/Nadine Bollmeier     | Patrick Baum/Kristin Silbereisen   |
| 2006  | Minden                  | Timo Boll (7)         | Zhenqi Barthel      | Lars Hielscher/Bastian Steger        | Nicole Struse/Wu Jiaduo               | Christian Süß/Zhenqi Barthel       |
| 2007  | Chemnitz                | Timo Boll (8)         | Nicole Struse       | Timo Boll/Christian Süß              | Tanja Hain-Hofmann/Amelie Solja       | Non décerné                        |
| 2008  | Hamburg                 | Torben Wosik          | Tanja Hain-Hofmann  | Dimitrij Ovtcharov/Patrick Baum      | Nadine Bollmeier/Alexandra Scheld     | Non décerné                        |
| 2009  | Bielefeld               | Timo Boll (9)         | Elke Schall         | Jörg Schlichter/Alexander Flemming   | Zhenqi Barthel/Kristin Silbereisen    | Non décerné                        |
| 2010  | Trier                   | Christian Süß         | Kristin Silbereisen | Patrick Baum/Dimitrij Ovtcharov      | Kathrin Mühlbach/Sabine Winter        | Non décerné                        |
| 2011  | Bamberg                 | Bastian Steger        | Zhenqi Barthel      | Lars Hielscher/Bastian Steger        | Irene Ivancan/Han Ying                | Non décerné                        |
| 2012  | Berlin                  | Bastian Steger        | Wu Jiaduo           | Lars Hielscher/Bastian Steger        | Kristin Silbereisen/Wu Jiaduo         | Non décerné                        |
| 2013  | Bamberg                 | Steffen Mengel        | Shan Xiaona         | Alexander Flemming/Jörg Schlichter   | Sabine Winter/Petrissa Solja          | Non décerné                        |
| 2014  | Wetzlar                 | Dimitrij Ovtcharov    | Shan Xiaona (2)     | Lars Hielscher/Bastian Steger        | Shan Xiaona/Kristin Silbereisen       | Non décerné                        |
| 2015  | Chemnitz                | Timo Boll (10)        | Petrissa Solja      | Steffen Mengel/Benedikt Duda         | Sabine Winter/Petrissa Solja          | Non décerné                        |
| 2016  | Bielefeld               | Patrick Baum          | Kristin Silbereisen | Ruwen Filus/Ricardo Walther          | Chantal Mantz/Yuan Wan                | Non décerné                        |
| 2017  | Bamberg                 | Timo Boll (11)        | Kristin Silbereisen | Ruwen Filus/Ricardo Walther          | Shan Xiaona/Kristin Silbereisen       | Non décerné                        |
| 2018  | Berlin                  | Timo Boll (12)        | Han Ying            | Benedikt Duda/Dang Qiu               | Huong Do Thi/Sabine Winter            | Non décerné                        |
| 2019  | Wetzlar                 | Timo Boll (13)        | Nina Mittelham      | Benedikt Duda/Dang Qiu               | Nina Mittelham/Franziska Schreiner    | Petrissa Solja/Patrick Franziska   |
| 2020  | Chemnitz                | Ricardo Walther       | Nina Mittelham (2)  | Benedikt Duda/Dang Qiu               | Sabine Winter/Nina Mittelham          | Nils Hohmeier/Janina Kämmerer      |
| 2021  | Bremen                  | Benedikt Duda         | Nina Mittelham (3)  | Benedikt Duda/Dang Qiu               | Laura Tiefenbrunner/Sabine Winter     | Tobias Hippler/Franziska Schreiner |
| 2022  | Saarbrücken             | Dang Qiu              | Sabine Winter       | Benedikt Duda/Dang Qiu               | Chantal Mantz/Yuan Wan                | Cedric Meissner/Yuan Wan           |
| 2023  | Nürnberg                | Dang Qiu (2)          | Sabine Winter (2)   | Benedikt Duda/Dang Qiu               | Sophia Klee/Sabine Winter             | Cedric Meissner/Yuan Wan           |
| 2024  | Erfurt                  | Benedikt Duda (2)     | Annett Kaufmann     | Cedric Meissner/Ricardo Walther      | Annett Kaufmann/Yuan Wan              | Daniel Rinderer/Koharu Itagaki     |
| 2025  | Erfurt                  | Kay Stumper           | Annett Kaufmann (2) | Andre Bertelsmeier / Wim Verdonschot | Kathrin Mühlbach / Sabine Winter      | Tobias Hippler/Tanja Krämer        |

## Palmarès des championnats individuels allemands en RDA
| Année | Lieu             | Simple messieurs                              | Simple dames                                                                         | Double messieurs                      | Double dames                                                           |
| ----- | ---------------- | --------------------------------------------- | ------------------------------------------------------------------------------------ | ------------------------------------- | ---------------------------------------------------------------------- |
| 1949  | Dresden          | Siegfried Facius (Leipzig)                    | Wolfgang Kunth/Werner Rademacher (Chemie Leuna)                                      | Astrid Horn (Magdeburg)               | Irmgard Kirsten/Erna Löwenberg (Lok Halle)                             |
| 1950  | Weimar           | Heinz Schneider (Post Mühlhausen)             | Heinz Schneider/Oskar Freytag (Post Mühlhausen/Motor Jena)                           | Astrid Horn (Börde Magdeburg)         | Irmgard Kirsten/Erna Löwenberg (Lok Halle)                             |
| 1951  | Magdeburg        | Heinz Schneider (Post Mühlhausen)             | Heinz Schneider/Oskar Freytag (Post Mühlhausen/Motor Jena)                           | Astrid Horn (Börde Magdeburg)         | Astrid Horn/Hanna Büldge (Aufbau Börde Magdeburg)                      |
| 1952  | Chemnitz         | Günter Matthias (Lok Stendal)                 | Heinz Schneider/Oskar Freytag (Post Mühlhausen/Motor Jena)                           | Astrid Horn (Börde Magdeburg)         | Hannelore Hanft/Grete Herber (Einheit Ost Erfurt)                      |
| 1953  | Cottbus          | Heinz Reimann (Motor Jena)                    | Helmut Hanschmann/Heinz Reimann (Motor Jena)                                         | Grete Herber (Einheit Ost Erfurt)     | Hannelore Hanft/Grete Herber (Einheit Ost Erfurt)                      |
| 1954  | Leipzig          | Heinz Schneider (Post Mühlhausen)             | Günter Matthias/Lotar Schleener (Lok Stendal)                                        | Hannelore Hanft (Einheit Ost Erfurt)  | Hannelore Hanft/Grete Herber (Einheit Ost Erfurt)                      |
| 1955  | Thale            | Helmut Hanschmann (SC Motor Jena)             | Helmut Hanschmann/Heinz Reimann (Motor Jena)                                         | Liane Rödel (SC Einheit Dresden)      | Hannelore Hanft/Grete Herber (Einheit Ost Erfurt)                      |
| 1956  | Dessau           | Helmut Hanschmann (SC Motor Jena)             | Helmut Hanschmann/Peter Schmidt (SC Motor Jena)                                      | Liane Rödel (SC Einheit Dresden)      | Renate Kohn/Monika Wiskandt (SC Einheit Berlin)                        |
| 1957  | Zwickau          | Helmut Hanschmann (SC Motor Jena)             | Günter Matthias/Helmut Hanschmann (SC Motor Berlin/SC Motor Jena)                    | Liane Rödel (SC Einheit Dresden)      | Liane Rödel/Ute Mittelstädt (SC Einheit Dresden)                       |
| 1958  | Leuna            | Heinz Schneider (Post Mühlhausen)             | Heinz Schneider/Lothar Pleuse (Post Mühlhausen/TSC Oberschöneweide)                  | Isolde Woschee (Einheit Halle)        | Hannelore Gießler/Grete Herber (Einheit Ost Erfurt)                    |
| 1959  | Magdeburg        | Heinz Schneider (Post Mühlhausen)             | Heinz Schneider/Hans-Jürgen Fromm (Post Mühlhausen/SC Aufbau Magdeburg)              | Isolde Woschee (Einheit Halle)        | Christa Bannach/Sigrun Kunz (SC Einheit Berlin/Aktivist Zwickau)       |
| 1960  | Gera             | Lothar Pleuse (TSC Oberschöneweide)           | Heinz Reimann/Lothar Pleuse (Motor Jena/TSC Oberschöneweide)                         | Sigrun Kunz (SC Einheit Dresden)      | Christa Bannach/Sigrun Kunz (SC Einheit Berlin/SC Einheit Dresden)     |
| 1961  | Schwerin         | Heinz Schneider (Post Mühlhausen)             | Heinz Schneider/Lothar Pleuse (Post Mühlhausen/TSC Oberschöneweide)                  | Sigrun Kunz (SC Einheit Dresden)      | Christa Bannach/Sigrun Kunz (SC Einheit Berlin/SC Einheit Dresden)     |
| 1962  | Karl-Marx-Stadt  | Siegfried Lemke (SC Lok Leipzig)              | Siegfried Lemke/Dieter Lauk (SC Lok Leipzig)                                         | Sigrun Kunz (SC Einheit Dresden)      | Doris Kalweit/Sigrun Kunz (SC Einheit Berlin/SC Einheit Dresden)       |
| 1963  | Neugersdorf      | Siegfried Lemke (SC Lok Leipzig)              | Lothar Pleuse/Siegfried Lemke (TSC Berlin/SC Lok Leipzig)                            | Doris Kalweit (TSC Berlin)            | Ingrid Hollmann/Carla Stiebner (SC Lok Leipzig/SC Einheit Dresden)     |
| 1964  | Schwerin         | Wolfgang Viebig (SC Leipzig)                  | Wolfgang Schmidt/Dieter Schindler (SC Motor Jena/SC Leipzig)                         | Gabriele Geißler (TSC Berlin)         | Elke Richter/Carla Strauß (SC Leipzig/SC Motor Jena)                   |
| 1965  | Berlin           | Lothar Pleuse (TSC Berlin)                    | Lothar Pleuse/Wolfgang Stein (TSC Berlin/SC Motor Jena)                              | Gabriele Geißler (TSC Berlin)         | Elke Richter/Carla Strauß (SC Leipzig/SC Motor Jena)                   |
| 1966  | Jena             | Siegfried Lemke (Lok Leipzig-Mitte)           | Wolfgang Stein/Heribert Zitzmann (SC Motor Jena)                                     | Doris Hovestädt (TSC Berlin)          | Doris Hovestädt/Gabriele Geißler (TSC Berlin)                          |
| 1967  | Görlitz          | Wolfgang Stein (Motor Carl Zeiß Jena)         | Wolfgang Stein/Heribert Zitzmann (Motor Carl Zeiß Jena)                              | Gabriele Geißler (TSC Berlin)         | Doris Hovestädt/Gabriele Geißler (TSC Berlin)                          |
| 1968  | Schkeudritz      | Wolfgang Stein (Motor Carl Zeiß Jena)         | Siegfried Lemke/Wolfgang Vater (Lok Leipzig Mitte)                                   | Doris Hovestädt (Außenhandel Berlin)  | Doris Hovestädt/Gabriele Geißler (Außenhandel Berlin)                  |
| 1969  | Dresden          | Wolfgang Viebig (Lok Leipzig-Mitte)           | Bernd Pornack/Wolfgang Viebig (Lok Leipzig Mitte)                                    | Petra Stephan (Lok Leipzig Mitte)     | Gabriele Geißler/Doris Hovestädt (Außenhandel Berlin)                  |
| 1970  | Halle-Neustadt   | Wolfgang Viebig (Lok Leipzig-Mitte)           | Siegfried Lemke/Wolfgang Vater (Stahl Finow)                                         | Gabriele Geißler (Außenhandel Berlin) | Gabriele Geißler/Doris Hovestädt (Außenhandel Berlin)                  |
| 1971  | Freiberg         | Siegfried Lemke (Stahl Finow)                 | Siegfried Lemke/Wolfgang Vater (Stahl Finow)                                         | Gabriele Geißler (Außenhandel Berlin) | Gabriele Geißler/Doris Hovestädt (Außenhandel Berlin)                  |
| 1972  | Eisenach         | Bernd Raue (Außenhandel Berlin)               | Siegfried Lemke/Wolfgang Vater (Stahl Finow)                                         | Doris Hovestädt (Außenhandel Berlin)  | Gabriele Geißler/Doris Hovestädt (Außenhandel Berlin)                  |
| 1973  | Blankenburg/Harz | Bernd Raue (Außenhandel Berlin)               | Bernd Raue/Ronald Raue (Außenhandel Berlin)                                          | Petra Stephan (Lok Leipzig Mitte)     | Petra Stephan/Margit Engelmann (Lok Leipzig Mitte)                     |
| 1974  | Erfurt           | Diethelm Bessert (Stahl Finow)                | Norbert Drescher/Manfred Ullrich (Außenhandel Berlin)                                | Gabriele Geißler (Außenhandel Berlin) | Petra Stephan/Margit Engelmann (Lok Leipzig Mitte)                     |
| 1975  | Brandenburg      | Bernd Raue (Außenhandel Berlin)               | Peter Fähnrich/Bernd Raue (Außenhandel Berlin)                                       | Gabriele Geißler (Außenhandel Berlin) | Gabriele Geißler/Marina Lange (Außenhandel Berlin/Rotation Berlin)     |
| 1976  | Ludwigslust      | Norbert Drescher (Außenhandel Berlin)         | Siegfried Lemke/Hans-Jürgen Ries (Stahl Finow)                                       | Petra Stephan (Lok Leipzig Mitte)     | Petra Stephan/Margit Engelmann (Lok Leipzig Mitte)                     |
| 1977  | Cottbus          | Bernd Raue (Außenhandel Berlin)               | Norbert Drescher/Manfred Ullrich (Außenhandel Berlin)                                | Petra Stephan (Lok Leipzig Mitte)     | Petra Stephan/Margit Engelmann (Lok Leipzig Mitte)                     |
| 1978  | Berlin           | Norbert Drescher (Außenhandel Berlin)         | Bernd Raue/Dieter Stöckel (Außenhandel Berlin/Elektronik Gornsdorf)                  | Gabriele Geißler (Außenhandel Berlin) | Margit Engelmann/Petra Schmidt (Lok Leipzig-Mitte)                     |
| 1979  | Eberswalde       | Dieter Stöckel (Elektronik Gornsdorf)         | Bernd Raue/Dieter Stöckel (Außenhandel Berlin/Elektronik Gornsdorf)                  | Gabriele Geißler (Außenhandel Berlin) | Gabriele Geißler/Karin Kromnik (Außenhandel Berlin/Lok Leipzig Mitte)  |
| 1980  | Leipzig          | Dieter Stöckel (Elektronik Gornsdorf)         | Bernd Raue/Dieter Stöckel (Außenhandel Berlin/Elektronik Gornsdorf)                  | Karin Kromnik (Chemie Schönebeck)     | Petra Schmidt/Karin Kromnik (Aufbau K.-M.-Stadt/Chemie Schönebeck)     |
| 1981  | Finsterwalde     | Dieter Stöckel (Elektronik Gornsdorf)         | Bernd Raue/Dieter Stöckel (Außenhandel Berlin/Elektronik Gornsdorf)                  | Karin Kromnik (Chemie Schönebeck)     | Halka Lukaschek/Dagmar Mestchen (Lok Leipzig Mitte/Chemie Schönebeck)  |
| 1982  | Freiberg         | Norbert Drescher (Außenhandel Berlin)         | Bernd Raue/Dieter Stöckel (Außenhandel Berlin/Elektronik Gornsdorf)                  | Dagmar Mestchen (Chemie Schönebeck)   | Halka Lukaschek/Dagmar Mestchen (Lok Leipzig Mitte/Chemie Schönebeck)  |
| 1983  | Neubrandenburg   | Bernhard Thiel (Sachsenring Zwickau)          | Andreas Mühlfeld/Bernhard Thiel (EKB Köpenick/Sachsenring Zwickau)                   | Dagmar Mestchen (Chemie Schönebeck)   | Halka Lukaschek/Dagmar Mestchen (Chemie Schönebeck)                    |
| 1984  | Zwickau          | Dieter Stöckel (Elektronik Gornsdorf)         | Bernd Raue/Mike Scheweleit (Außenhandel Berlin)                                      | Conny Sauermann (Lok Prenzlau)        | Angela Fraunheim/Eva Kummer (Aufbau Großröhrsdorf/Traktor Quedlinburg) |
| 1985  | Leinefelde       | Andreas Mühlfeld (Turbine EK Berlin Köpenick) | Hartmut Vierk/Diethelm Bessert (Automation Cottbus/WBK Erfurt)                       | Conny Sauermann (Lok Prenzlau)        | Iris Albrecht/Eva Kummer (Saatgut Quedlinburg)                         |
| 1986  | Ludwigslust      | Andreas Mühlfeld (Turbine EK Berlin Köpenick) | Hartmut Vierk/Diethelm Bessert (Automation Cottbus/WBK Erfurt)                       | Conny Sauermann (Lok Prenzlau)        | Angela Fraunheim/Eva Kummer (Aufbau Großröhrsdorf/Saatgut Quedlinburg) |
| 1987  | Berlin           | Andreas Mühlfeld (Turbine EK Berlin Köpenick) | Hartmut Vierk/Diethelm Bessert (WBK Erfurt)                                          | Conny Sauermann (Lok Leipzig Mitte)   | Conny Sauermann/Eva Kummer (Lok Leipzig Mitte)                         |
| 1988  | Halle-Neustadt   | Uwe Lindenlaub (Glückauf Bleicherode)         | Andreas Mühlfeld/Michael Rosonsky (Turbine EK Berlin-Köpenick/Automation 86 Cottbus) | Conny Sauermann (Lok Leipzig Mitte)   | Anke Heinig/Katrin Heinze (Lok Leipzig Mitte)                          |
| 1989  | Eisenach         | Uwe Lindenlaub (Glückauf Bleicherode)         | Andreas Mühlfeld/Michael Rosonsky (Turbine EK Berlin-Köpenick/Automation 86 Cottbus) | Anke Heinig (Lok Leipzig Mitte)       | Anke Heinig/Katrin Heinze (Lok Leipzig Mitte)                          |
| 1990  | Gera             | Uwe Lindenlaub (Glückauf Bleicherode)         | Hartmut Vierk/Diethelm Bessert ()                                                    | Anke Heinig (Lok Leipzig Mitte)       | Anke Heinig/Katrin Heinze (Lok Leipzig Mitte)                          |